# Hámos Nándor
Hámos Nándor, 1898-ig Hütter (Dubnik, Sáros vármegye, 1874. december 5. – Budapest, Ferencváros, 1935. november 13.) gimnáziumi tanár, vívómester.

## Élete
Hütter Antal és Sztaroveczky Mária fia. Az egri érseki tanítóképzőben tanítói, majd 1899-ben középiskolai tornatanítói oklevelet szerzett. 1894-től elemi iskolai tanító, 1899-től a miskolci királyi katolikus, 1903-ban a temesvári piarista, 1904-től az újvidéki királyi katolikus, 1909 és 1929 között a budapesti piarista gimnázium tornatanítója volt. 1915. január és 1918. március között helyi szolgálatra behívott népfölkelő, illetve a sebesült és lábadozó katonák gyógytornásza volt. 1910-ben alapította a budapesti piarista gimnázium sportkörét, ennek 1922/23-ig vezető tanára volt, 1913-ban pedig a gimnázium cserkészcsapat egyik alapítója. Halálát tüdőgyulladás okozta. Felesége Gecse Jolán Piroska volt.
1917. januártól 1919. márciusig a Tornaügy, 1918. szeptembertől 1919 áprilisáig  a Testnevelés (6 sz.), 1924 és 1935 között az Ifjúsági Testnevelés szerkesztője (utóbbi kiadója is).

## Műve
- Centrum diáknapló 1927/28. Bp., 1927.